# Natalja Kurovová
Natalja Kurovová (rusky Наталья Курова; * 22. dubna 1962 Moskva, Ruská SFSR), provdaná Artamonovová (rusky Артамонова), je bývalá sovětská rychlobruslařka.
Na mezinárodní scéně závodila od roku 1980, kdy se představila na juniorském světovém šampionátu i na seniorském Mistrovství světa ve víceboji (10. místo). V roce 1982 se také poprvé zúčastnila sprinterského světového šampionátu, kde obsadila 30. příčku, nicméně o rok později byla ve sprintu sedmá a stejného umístění dosáhla i na sprinterském MS 1986. Zúčastnila se Zimních olympijských her 1984 (1500 m – 7. místo). Největšího úspěchu dosáhla na Mistrovství Evropy 1986, kde vybojovala bronzovou medaili. V roce 1987 byla na evropském šampionátu čtvrtá, na MS ve víceboji sedmá a rovněž debutovala ve Světovém poháru. Poslední závody absolvovala počátkem roku 1988, kdy skončila na Mistrovství Evropy na šesté příčce.